# Det Hemmeligste af Det Hemmelige
Det Hemmeligste af det Hemmelige er en dansk podcast om historie og samfund produceret af journalist Anders Christiansen og dokumentarist Christian Kirk Muff.
Podcasten beskæftiger sig primært med koldkrigshistorie med særligt fokus på de vestlige såkaldte Stay-behind netværk. Derudover handler podcasten om blandt andet efterretningstjenester, spioner, krigen mellem Rusland og Ukraine, sikkerhedspolitik og i særdeleshed mordet på Sveriges statsminister Olof Palme i 1986.
Programmet sendtes første gang i januar 2022 oprindeligt på radiokanalen 24syv, indtil denne lukkede den 31. marts 2024. Herefter overgik programmet til at blive produceret og udgivet af værterne under en selvstændig virksomhed.